# Campionati mondiali di tiro a volo 1983
I campionati mondiali di tiro 1983 furono la ventesima edizione dei campionati mondiali di questo sport e si disputarono a Edmonton.

## Risultati

### Uomini

#### Fossa olimpica
| Evento      | Oro                                               | Oro       | Argento                                                         | Argento   | Bronzo                                         | Bronzo    |
| Evento      | Atleta                                            | Risultato | Atleta                                                          | Risultato | Atleta                                         | Risultato |
| Individuale | John Primrose                                     | 188       | Daniel Carlisle                                                 | 187       | Alexandr Asanov                                | 187       |
| A squadre   | Stati Uniti Daniel Carlisle Peter Piffath Johnson | 413       | Unione Sovietica Alexandr Asanov Alexandr Lavrinenko I. Semenov | 399       | Australia Graeme Boyd James Ellis John Maxwell | 397       |

#### Skeet
| Evento      | Oro                                                   | Oro       | Argento                                                         | Argento   | Bronzo                                     | Bronzo    |
| Evento      | Atleta                                                | Risultato | Atleta                                                          | Risultato | Atleta                                     | Risultato |
| Individuale | Matthew Dryke                                         | 195       | Bruno Rossetti                                                  | 194       | Michael Thompson                           | 193       |
| A squadre   | Stati Uniti Dean Clark Matthew Dryke Michael Thompson | 438       | Unione Sovietica Chachvorostov Tamaz Imnaishvili Tariel Zhgenti | 433       | Cecoslovacchia Lubos Adamec Jan Hula Kolis | 431       |

### Donne

#### Fossa olimpica
| Evento      | Oro                                                         | Oro       | Argento                                              | Argento   | Bronzo                 | Bronzo    |
| Evento      | Atleta                                                      | Risultato | Atleta                                               | Risultato | Atleta                 | Risultato |
| Individuale | Connie Tomsovic                                             | 177       | Elena Shishirina                                     | 171       | Susan Nattrass         | 169       |
| A squadre   | Stati Uniti Loral Delaney Frances Strodtman Connie Tomsovic | 357       | Spagna Garcia Gonzalez Maria Dolores Palazon Hurtado | 339       | Cina Gao E. Li Xu Yali | 325       |

#### Skeet
| Evento      | Oro                                      | Oro       | Argento                                             | Argento   | Bronzo                                        | Bronzo    |
| Evento      | Atleta                                   | Risultato | Atleta                                              | Risultato | Atleta                                        | Risultato |
| Individuale | Svetlana Yakimova                        | 190       | Nuria Ortiz                                         | 184       | Terry Carlisle                                | 179       |
| A squadre   | Cina Wu Lanying Feng Meimei Shao Weiping | 405       | Stati Uniti Terry Carlisle Connie Schiller Ila Hill | 374       | Svezia Ylva Jansson Kate Magnusson Samuelsson | 357       |

## Medagliere
Nazione ospitante
| Posiz. | Nazione          | Oro | Argento | Bronzo | Totale |
| ------ | ---------------- | --- | ------- | ------ | ------ |
| 1      | Stati Uniti      | 5   | 2       | 2      | 9      |
| 2      | Unione Sovietica | 1   | 3       | 1      | 5      |
| 3      | Canada           | 1   | 0       | 1      | 2      |
| 3      | Cina             | 1   | 0       | 1      | 2      |
| 5      | Spagna           | 0   | 1       | 0      | 1      |
| 5      | Italia           | 0   | 1       | 0      | 1      |
| 5      | Messico          | 0   | 1       | 0      | 1      |
| 8      | Australia        | 0   | 0       | 1      | 1      |
| 8      | Cecoslovacchia   | 0   | 0       | 1      | 1      |
| 8      | Svezia           | 0   | 0       | 1      | 1      |